# Lennart Hellsing
Lennart Hellsing (Västanfors, 1919 — Estocolmo, 2015) foi um escritor sueco de literatura infantil, que usou frequentemente lengalengas de forma inovadora.